# Lễ Ăn Mừng Kinh Thánh Torah

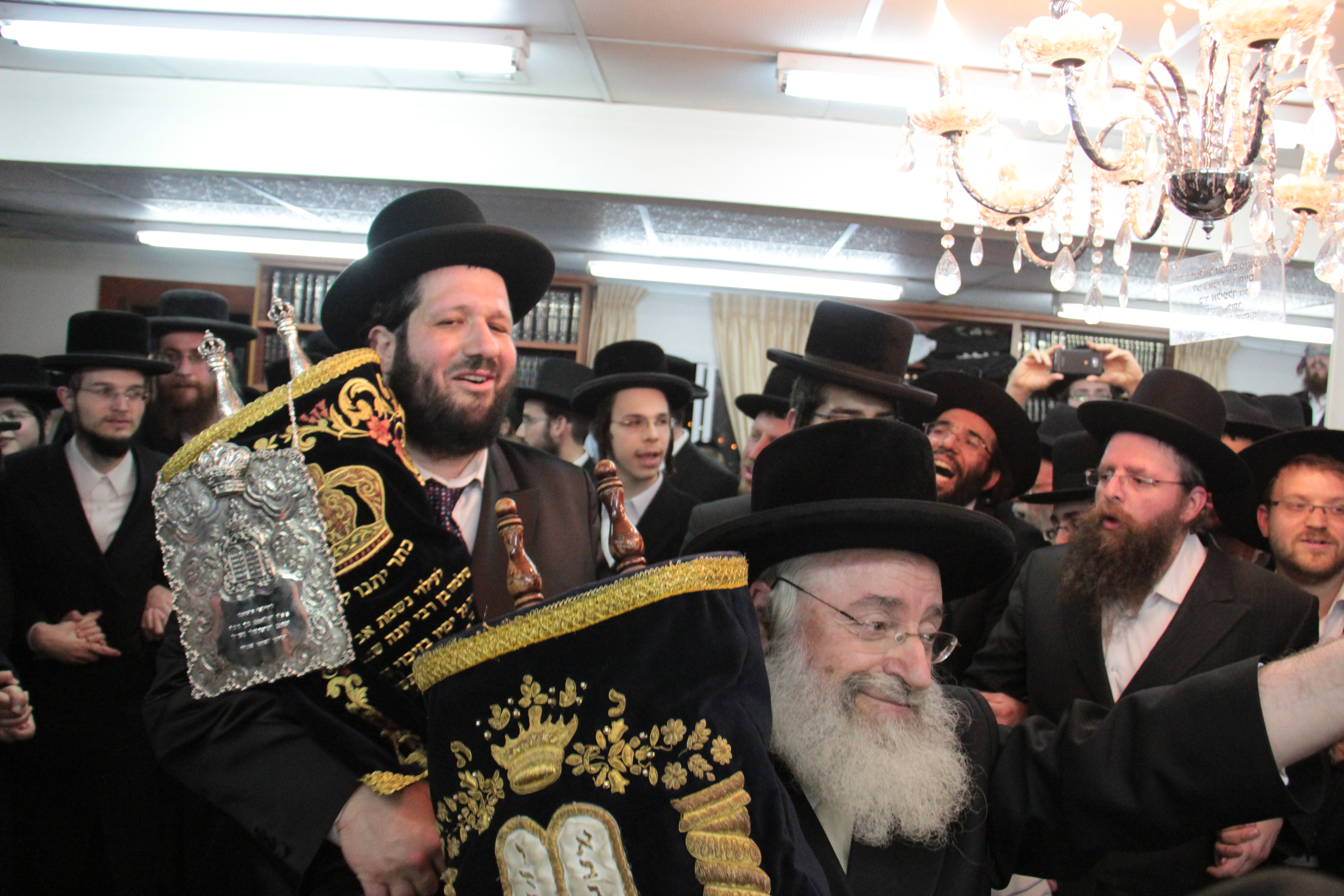
Người Do Thái ca hát nhảy múa trong hội đường trong Lễ Ăn Mừng Kinh Thánh Torah

Lễ Ăn Mừng Kinh Thánh Torah hay Lễ Ăn Mừng Kinh Thánh Do Thái (Tiếng Hebrew: שִׂמְחַת תּוֹרָה) (Tiếng Anh: Simchat Torah) là ngày lễ ăn mừng của người Do Thái đánh dấu sự kết thúc của chu kỳ hàng năm của các bài đọc Kinh Thánh Torah công cộng, và sự khởi đầu của một chu kỳ mới.
Người Do Thái tổ chức Lễ Ăn Mừng Kinh Thánh Torah ở hội đường vào buổi chiều và buổi sáng. Người Do Thái ôm cuộn Kinh Thánh Torah và nhảy múa theo điệu nhạc. Đàn ông Do Thái nối đuôi xe lửa và chạy theo vòng tròn. Các bái hát trong Lễ Ăn Mừng Kinh Thánh Torah là những bài thánh ca Do Thái để ca ngợi vinh danh chúc tụng Thiên Chúa.
Nhảy múa trong Lễ Ăn Mừng Kinh Thánh Torah là một hành động tượng trưng cho việc người Do Thái nhảy múa với Thiên Chúa.

## Thời gian của ngày lễ

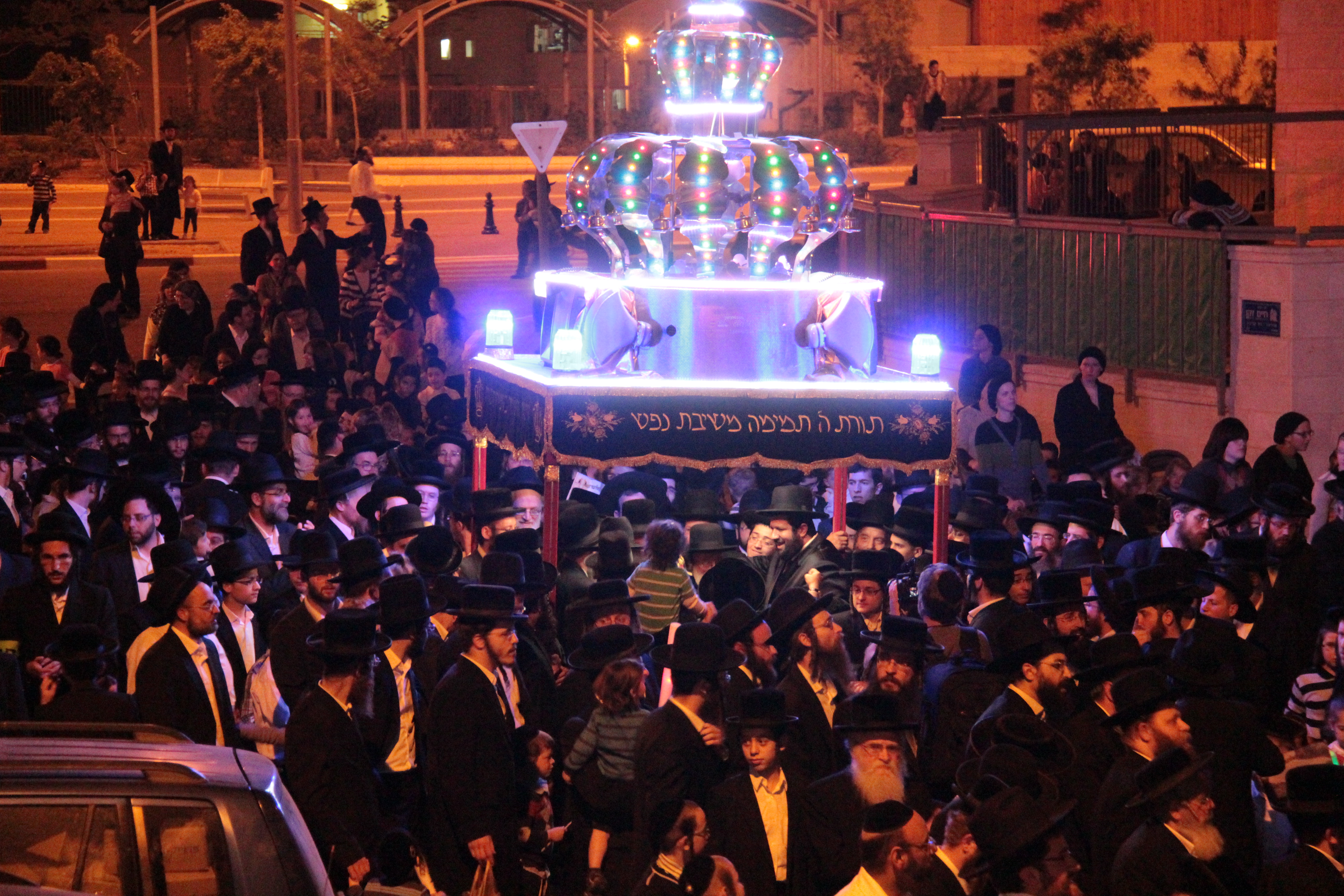
Người Do Thái diễu hành trên đường phố trong Lễ Ăn Mừng Kinh Thánh Torah

Dựa vào lịch Do Thái, lễ bảy ngày của Lễ Lều Tạm tổ chức vào mùa thu (cuối giữa tháng Chín đến cuối giữa tháng Mười) là ngay lập tức sau đó là ngày lễ Shemini Atzeret. Trong cộng đồng Do Thái Chính Thống và Bảo Thủ sống ở ngoại bang, Shemini Atzeret là một ngày lễ hai ngày và các Lễ Ăn Mừng Kinh Thánh Torah tổ chức vào ngày thứ hai. Ngày đầu tiên được gọi là "Shemini Atzeret" và ngày thứ hai gọi là "Simchat Torah," mặc dù cả hai ngày chính thức là của Shemini Atzeret theo luật pháp Do Thái Halakha, và được thực hiện trong phụng vụ. Nhiều cộng đồng người do thái Hasidic có Hakafot vào đêm trước của ngày đầu tiên Shemini Atzeret.
Tại Israel, Shemini Atzeret và Lễ Ăn Mừng Kinh Thánh Torah được tổ chức trong cùng một ngày.

## Biểu tượng của bản sắc Do Thái

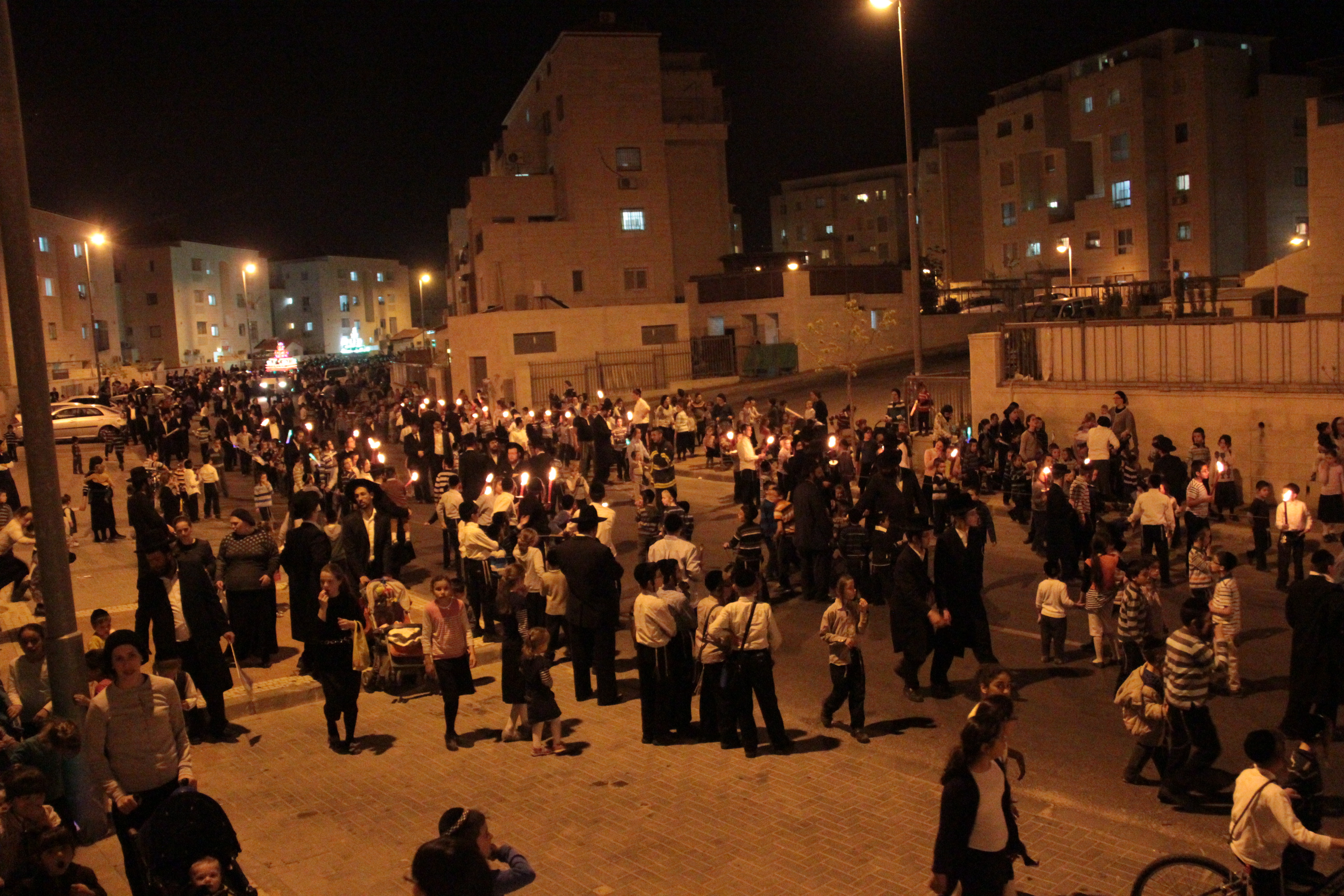
Người Do Thái tụ tập nơi đường phố đông đúc tấp nập nhộn nhịp vào ngày Lễ Ăn Mừng Kinh Thánh Torah

Vào thế kỷ 20, Lễ Ăn Mừng Kinh Thánh Torah đã trở thành một biểu tượng mà tượng trưng cho sự khẳng định danh tính và bản sắc độc đáo riêng biệt của người Do Thái.
Người Do Thái ở Liên Xô đã từng tổ chức Lễ Ăn Mừng Kinh Thánh Torah trên các đường phố ở Moscow. Tháng Mười ngày 14 năm 1973, hơn 100000 người Do Thái đã tổ chức Lễ Ăn Mừng Kinh Thánh Torah thay mặt những người Do Thái Liên Xô tị nạn ở tiểu bang New York. Nhảy múa hát hò trên đường phố với cuộn Kinh Thánh Do Thái Torah trong cánh tay đã trở thành một phần của nghi lễ trong lễ hội của người Do Thái khác nhau ở Hoa Kỳ.

## Lễ tưởng niệm
Năm 1996, Cơ quan Bưu chính Israel đã ban hành một con tem bưu chính để tôn vinh ngày lễ.